# Copa América 2007 (regata)
La Copa América 2007 fue la edición número 32 de la Copa América de Vela, y se disputó en Valencia (Comunidad Valenciana, España). El vencedor de la misma fue la Sociedad Náutica de Ginebra (Suiza), con el yate Alinghi, patroneado por Brad Butterworth, que venció al yate Team New Zealand, patroneado por Dean Barker, del Real Escuadrón de Yates de Nueva Zelanda, por 5 a 2.
La regata volvió a Europa después de 156 años, lo cual ha sido un acontecimiento histórico que generó una gran expectación. El club defensor, la Sociedad Náutica de Ginebra, anunció el 26 de noviembre de 2003 que elegía las aguas de la ciudad española de Valencia como sede de la regata. El 29 de abril de 2005 se cerró el plazo de aceptación de desafíos con 11 entradas. Estos 11 desafíos compitieron en las Challenger Selection Series (Copa Louis Vuitton) para ganarse el derecho a disputarle la Copa al club defensor.

## Defender Selection Series
No hubo Defender Selection Series, ya que Alinghi fue el único equipo que contempló la Sociedad Náutica de Ginebra como representante.
| Equipo             | Club                        | Nación |
| ------------------ | --------------------------- | ------ |
| Alinghi (Defensor) | Sociedad Náutica de Ginebra | Suiza  |

## Challenger Selection Series (Copa Louis Vuitton)

### Participantes
| Equipo                           | Club                                     | Nación         | Yates |
| -------------------------------- | ---------------------------------------- | -------------- | --- |
| BMW Oracle Racing                | Club de Yates Golden Gate                | Estados Unidos | BMW Oracle (USA 71), BMW Oracle (USA 76), BMW Oracle (USA 87), BMW Oracle (USA 98)                             |
| +39 Challenge                    | Círculo de Vela Gargnano                 | Italia         | +39 (ITA 59), +39 (ITA 85)                                                                                     |
| Team Shosholoza                  | Real Club de Yates del Cabo              | Sudáfrica      | Shosholoza (RSA 48), Shosholoza (RSA 83)                                                                       |
| Emirates Team New Zealand        | Real Escuadrón de Yates de Nueva Zelanda | Nueva Zelanda  | Team New Zealand (NZL 81), Team New Zealand (NZL 82), Team New Zealand (NZL 84), Team New Zealand (NZL 92)     |
| Luna Rossa Challenge             | Club de Yates Italiano                   | Italia         | Luna Rossa (ITA 74), Luna Rossa (ITA 80), Luna Rossa (ITA 86), Luna Rossa (ITA 94)                             |
| Areva Challenge                  | Círculo de Vela de París                 | Francia        | K-Challenge (FRA 57), K-Challenge/Areva (FRA 60), Areva (FRA 93),                                              |
| Victory Challenge                | Gamla Stans Yacht Sällskap               | Suecia         | Örn (SWE 63), Örn (SWE 73), Järv (SWE 96)                                                                      |
| Desafío Español 2007             | Real Federación Española de Vela         | España         | Desafío Español (ESP 65), Desafío Español (ESP 67), Desafío Español (ESP 88), Desafío Español (ESP 97)         |
| Mascalzone Latino-Capitalia Team | Real Club de Yates Remeros de Saboya     | Italia         | Mascalzone Latino (ITA 66), Mascalzone Latino (ITA 77), Mascalzone Latino (ITA 90), Mascalzone Latino (ITA 99) |
| United Internet Team Germany     | Club de Yates Desafío Alemán             | Alemania       | United I Team Germany (GER 72), United I Team Germany (GER 89)                                                 |
| China Team                       | Club de Yates Internacional Qingdao      | China          | CHN 69 (CHN 69), CHN 79 (CHN 79)                                                                               |

### Calendario
Primero se disputaron una serie de regatas previas a la Copa Louis Vuitton denominadas Actos, en diferentes partes del mundo, que sirvieron de entrenamiento y puesta a punto de los barcos. En ellas participó el defensor, "Alinghi", que se retiró a su término, para preparar la defensa del trofeo. A continuación se celebró la Copa Louis Vuitton entre los desafíos. Esta Copa consta de dos Round Robin o cruces de enfrentamientos entre todos los desafíos, en regatas de yate contra yate (match race), unas semifinales entre los 4 mejores clasificados de los Round Robin, y una final entre los vencedores de las semifinales. El campeón ha sido el "Emirates Team New Zealand", lo que le ha convertido en desafiante a la Copa América. Por lo tanto, la 32 edición de la Copa América enfrenta al defensor suizo contra el desafiante neozelandés.

### Actos de la Copa Louis Vuitton
| Acto                             | Fecha                                       | Campo de regatas | Vencedor                  |
| -------------------------------- | ------------------------------------------- | ---------------- | ------------------------- |
| Marseille Louis Vuitton Acto 1   | 4 de septiembre al 11 de septiembre de 2004 | Marsella         | BMW Oracle Racing         |
| Valencia Louis Vuitton Acto 2    | 4 de octubre al 12 de octubre de 2004       | Valencia         | Emirates Team New Zealand |
| Valencia Louis Vuitton Acto 3    | 14 de octubre al 17 de octubre de 2004      | Valencia         | Alinghi                   |
| Valencia Louis Vuitton Acto 4    | 15 de junio al 21 de junio de 2005          | Valencia         | Alinghi                   |
| Valencia Louis Vuitton Acto 5    | 24 de junio al 26 de junio de 2005          | Valencia         | Luna Rossa Challenge      |
| Malmö-Skåne Louis Vuitton Acto 6 | 25 de agosto al 1 de septiembre de 2005     | Malmö            | Alinghi                   |
| Malmö-Skåne Louis Vuitton Acto 7 | 2 de septiembre al 4 de septiembre de 2005  | Malmö            | Alinghi                   |
| Trapani Louis Vuitton Acto 8     | 29 de septiembre al 5 de octubre de 2005    | Trapani          | Alinghi                   |
| Trapani Louis Vuitton Acto 9     | 7 de octubre al 9 de octubre de 2005        | Trapani          | Alinghi                   |
| Valencia Louis Vuitton Acto 10   | 4 de mayo al 16 de mayo de 2006             | Valencia         | BMW Oracle Racing         |
| Valencia Louis Vuitton Acto 11   | 11 de mayo al 21 de mayo de 2006            | Valencia         | Alinghi                   |
| Valencia Louis Vuitton Acto 12   | 15 de junio al 26 de junio de 2006          | Valencia         | Emirates Team New Zealand |
| Valencia Louis Vuitton Acto 13   | 3 de abril al 7 de abril de 2007            | Valencia         | Alinghi                   |

### Desarrollo de la Copa Louis Vuitton

#### Round Robin 1
Las regatas de los días 16, 17, 18, 19, 21 y 23 de abril se suspendieron por falta de viento estable
1ª Manga -20 de abril-
| Barco azul                              | Barco amarillo                   | Resultado |
| --------------------------------------- | -------------------------------- | --------- |
| ITA 99 Mascalzone Latino-Capitalia Team | NZL 92 Emirates Team New Zealand | 2-0       |
| ITA 85 +39 Challenge                    | FRA 93 Areva Challenge           | 0-2       |
| GER 89 United Internet Team Germany     | USA 98 BMW Oracle Racing         | 0-2       |
| RSA 83 Team Shosholoza                  | SWE 96 Victory Challenge         | 0-2       |
| CHN 95 China Team                       | ITA 94 Luna Rossa Challenge      | 0-2       |

Descansa:  ESP 97 Desafío Español
2ª Manga -20 de abril-
| Barco azul                              | Barco amarillo              | Resultado |
| --------------------------------------- | --------------------------- | --------- |
| ESP 97 Desafío Español                  | ITA 85 +39 Challenge        | 2-0       |
| ITA 99 Mascalzone Latino-Capitalia Team | FRA 93 Areva Challenge      | 2-0       |
| GER 89 United Internet Team Germany     | RSA 83 Team Shosholoza      | 0-2       |
| CHN 95 China Team                       | USA 98 BMW Oracle Racing    | 0-2       |
| SWE 96 Victory Challenge                | ITA 94 Luna Rossa Challenge | 0-2       |

Descansa:  NZL 92 Emirates Team New Zealand
3ª Manga -22 de abril-
| Barco azul                       | Barco amarillo                      | Resultado |
| -------------------------------- | ----------------------------------- | --------- |
| ITA 94 Luna Rossa Challenge      | GER 89 United Internet Team Germany | 2-0       |
| SWE 96 Victory Challenge         | CHN 95 China Team                   | 2-0       |
| USA 98 BMW Oracle Racing         | RSA 83 Team Shosholoza              | 2-0       |
| FRA 93 Areva Challenge           | ESP 97 Desafío Español              | 2-0       |
| NZL 92 Emirates Team New Zealand | ITA 85 +39 Challenge                | 2-0       |

Descansa:  ITA 99 Mascalzone Latino-Capitalia Team 
4ª Manga -24 de abril-
| Barco azul                          | Barco amarillo                          | Resultado |
| ----------------------------------- | --------------------------------------- | --------- |
| GER 89 United Internet Team Germany | CHN 95 China Team                       | 2-0       |
| RSA 83 Team Shosholoza              | ITA 94 Luna Rossa Challenge             | 2-0       |
| SWE 96 Victory Challenge            | USA 98 BMW Oracle Racing                | 0-2       |
| FRA 93 Areva Challenge              | NZL 92 Emirates Team New Zealand        | 0-2       |
| ESP 97 Desafío Español              | ITA 99 Mascalzone Latino-Capitalia Team | 2-0       |

Descansa:  ITA 85 +39 Challenge
5ª Manga -24 de abril-
| Barco azul                       | Barco amarillo                          | Resultado |
| -------------------------------- | --------------------------------------- | --------- |
| ITA 85 +39 Challenge             | ITA 99 Mascalzone Latino-Capitalia Team | 0-2       |
| NZL 92 Emirates Team New Zealand | ESP 97 Desafío Español                  | 2-0       |
| SWE 96 Victory Challenge         | GER 89 United Internet Team Germany     | 2-0       |
| ITA 94 Luna Rossa Challenge      | USA 98 BMW Oracle Racing                | 0-2       |
| CHN 95 China Team                | RSA 83 Team Shosholoza                  | 0-2       |

Descansa:  FRA 93 Areva Challenge
6ª Manga -25 de abril-
| Barco azul                          | Barco amarillo                          | Resultado |
| ----------------------------------- | --------------------------------------- | --------- |
| CHN 95 China Team                   | ESP 97 Desafío Español                  | 0-2       |
| RSA 83 Team Shosholoza              | NZL 92 Emirates Team New Zealand        | 0-2       |
| FRA 93 Areva Challenge              | ITA 94 Luna Rossa Challenge             | 0-2       |
| GER 89 United Internet Team Germany | ITA 99 Mascalzone Latino-Capitalia Team | 0-2       |
| ITA 85 +39 Challenge                | SWE 96 Victory Challenge                | 0-2       |

Descansa:  USA 98 BMW Oracle Racing 
7ª Manga -25 de abril-
| Barco azul                              | Barco amarillo                   | Resultado |
| --------------------------------------- | -------------------------------- | --------- |
| USA 98 BMW Oracle Racing                | FRA 93 Areva Challenge           | 2-0       |
| ITA 94 Luna Rossa Challenge             | ITA 85 +39 Challenge             | 2-0       |
| GER 89 United Internet Team Germany     | NZL 92 Emirates Team New Zealand | 0-2       |
| ITA 99 Mascalzone Latino-Capitalia Team | CHN 95 China Team                | 2-0       |
| ESP 97 Desafío Español                  | RSA 83 Team Shosholoza           | 2-0       |

Descansa:  SWE 96 Victory Challenge
8ª Manga -26 de abril-
| Barco azul                              | Barco amarillo                      | Resultado |
| --------------------------------------- | ----------------------------------- | --------- |
| ESP 97 Desafío Español                  | GER 89 United Internet Team Germany | 2-0       |
| SWE 96 Victory Challenge                | FRA 93 Areva Challenge              | 2-0       |
| CHN 95 China Team                       | NZL 92 Emirates Team New Zealand    | 0-2       |
| ITA 99 Mascalzone Latino-Capitalia Team | RSA 83 Team Shosholoza              | 2-0       |
| USA 98 BMW Oracle Racing                | ITA 85 +39 Challenge                | 2-0       |

Descansa:  ITA 94 Luna Rossa Challenge
9ª Manga -26 de abril-
| Barco azul                       | Barco amarillo                          | Resultado |
| -------------------------------- | --------------------------------------- | --------- |
| ESP 97 Desafío Español           | SWE 96 Victory Challenge                | 2-0       |
| NZL 92 Emirates Team New Zealand | ITA 94 Luna Rossa Challenge             | 0-2       |
| FRA 93 Areva Challenge           | CHN 95 China Team                       | 2-0       |
| RSA 83 Team Shosholoza           | ITA 85 +39 Challenge                    | 2-0       |
| USA 98 BMW Oracle Racing         | ITA 99 Mascalzone Latino-Capitalia Team | 2-0       |

Descansa:  GER 89 United Internet Team Germany
10ª Manga -27 y 28 de abril-
| Barco azul                       | Barco amarillo                          | Resultado |
| -------------------------------- | --------------------------------------- | --------- |
| FRA 93 Areva Challenge           | GER 89 United Internet Team Germany     | 2-0       |
| ITA 85 +39 Challenge             | CHN 95 China Team                       | 2-0       |
| ITA 94 Luna Rossa Challenge      | ITA 99 Mascalzone Latino-Capitalia Team | 2-0       |
| NZL 92 Emirates Team New Zealand | SWE 96 Victory Challenge                | 2-0       |
| USA 98 BMW Oracle Racing         | ESP 97 Desafío Español                  | 0-2       |

Descansa:  RSA 83 Team Shosholoza 
11ª Manga -27 y 28 de abril-
| Barco azul                              | Barco amarillo                      | Resultado |
| --------------------------------------- | ----------------------------------- | --------- |
| ITA 85 +39 Challenge                    | GER 89 United Internet Team Germany | 2-0       |
| RSA 83 Team Shosholoza                  | FRA 93 Areva Challenge              | 2-0       |
| ITA 99 Mascalzone Latino-Capitalia Team | SWE 96 Victory Challenge            | 0-2       |
| ITA 94 Luna Rossa Challenge             | ESP 97 Desafío Español              | 2-0       |
| NZL 92 Emirates Team New Zealand        | USA 98 BMW Oracle Racing            | 0-2       |

Descansa:  CHN 95 China Team

#### Round Robin 2
Las regatas del día 1 de mayo se suspendieron por exceso de viento, y las del día 3 de mayo por ausencia de viento estable.
1ª Manga -29 y 30 de abril-
| Barco azul                       | Barco amarillo                          | Resultado |
| -------------------------------- | --------------------------------------- | --------- |
| NZL 92 Emirates Team New Zealand | ITA 99 Mascalzone Latino-Capitalia Team | 2-0       |
| FRA 93 Areva Challenge           | ITA 85 +39 Challenge                    | 2-0       |
| USA 98 BMW Oracle Racing         | GER 89 United Internet Team Germany     | 2-0       |
| SWE 96 Victory Challenge         | RSA 83 Team Shosholoza                  | 2-0       |
| ITA 94 Luna Rossa Challenge      | CHN 95 China Team                       | 2-0       |

Descansa:  ESP 97 Desafío Español
2ª Manga - 30 de abril-
| Barco azul                  | Barco amarillo                          | Resultado |
| --------------------------- | --------------------------------------- | --------- |
| ITA 85 +39 Challenge        | ESP 97 Desafío Español                  | 0-2       |
| FRA 93 Areva Challenge      | ITA 99 Mascalzone Latino-Capitalia Team | 2-0       |
| RSA 83 Team Shosholoza      | GER 89 United Internet Team Germany     | 2-0       |
| USA 98 BMW Oracle Racing    | CHN 95 China Team                       | 0-2       |
| ITA 94 Luna Rossa Challenge | SWE 96 Victory Challenge                | 2-0       |

Descansa:  NZL 92 Emirates Team New Zealand
3ª Manga - 2 de mayo-
| Barco azul                          | Barco amarillo                   | Resultado |
| ----------------------------------- | -------------------------------- | --------- |
| GER 89 United Internet Team Germany | ITA 94 Luna Rossa Challenge      | 0-2       |
| CHN 95 China Team                   | SWE 96 Victory Challenge         | 0-2       |
| RSA 83 Team Shosholoza              | USA 98 BMW Oracle Racing         | 0-2       |
| ESP 97 Desafío Español              | FRA 93 Areva Challenge           | 2-0       |
| ITA 85 +39 Challenge                | NZL 92 Emirates Team New Zealand | 0-2       |

Descansa:  ITA 99 Mascalzone Latino-Capitalia Team 
4ª Manga - 2 de mayo-
| Barco azul                              | Barco amarillo                      | Resultado |
| --------------------------------------- | ----------------------------------- | --------- |
| CHN 95 China Team                       | GER 89 United Internet Team Germany | 0-2       |
| ITA 94 Luna Rossa Challenge             | RSA 83 Team Shosholoza              | 2-0       |
| USA 98 BMW Oracle Racing                | SWE 96 Victory Challenge            | 2-0       |
| NZL 92 Emirates Team New Zealand        | FRA 93 Areva Challenge              | 2-0       |
| ITA 99 Mascalzone Latino-Capitalia Team | ESP 97 Desafío Español              | 0-2       |

Descansa:  ITA 85 +39 Challenge
5ª Manga - 4 de mayo-
| Barco azul                              | Barco amarillo                   | Resultado |
| --------------------------------------- | -------------------------------- | --------- |
| ITA 99 Mascalzone Latino-Capitalia Team | ITA 85 +39 Challenge             | 2-0       |
| ESP 97 Desafío Español                  | NZL 92 Emirates Team New Zealand | 0-2       |
| GER 89 United Internet Team Germany     | SWE 96 Victory Challenge         | 0-2       |
| USA 98 BMW Oracle Racing                | ITA 94 Luna Rossa Challenge      | 2-0       |
| RSA 83 Team Shosholoza                  | CHN 95 China Team                | 2-0       |

Descansa:  FRA 93 Areva Challenge
6ª Manga - 4 de mayo-
| Barco azul                              | Barco amarillo                      | Resultado |
| --------------------------------------- | ----------------------------------- | --------- |
| ESP 97 Desafío Español                  | CHN 95 China Team                   | 2-0       |
| NZL 92 Emirates Team New Zealand        | RSA 83 Team Shosholoza              | 2-0       |
| ITA 94 Luna Rossa Challenge             | FRA 93 Areva Challenge              | 2-0       |
| ITA 99 Mascalzone Latino-Capitalia Team | GER 89 United Internet Team Germany | 2-0       |
| SWE 96 Victory Challenge                | ITA 85 +39 Challenge                | 2-0       |

Descansa:  USA 98 BMW Oracle Racing 
7ª Manga - 5 de mayo-
| Barco azul                       | Barco amarillo                          | Resultado |
| -------------------------------- | --------------------------------------- | --------- |
| FRA 93 Areva Challenge           | USA 98 BMW Oracle Racing                | 0-2       |
| ITA 85 +39 Challenge             | ITA 94 Luna Rossa Challenge             | 0-2       |
| NZL 92 Emirates Team New Zealand | GER 89 United Internet Team Germany     | 2-0       |
| CHN 95 China Team                | ITA 99 Mascalzone Latino-Capitalia Team | 0-2       |
| RSA 83 Team Shosholoza           | ESP 97 Desafío Español                  | 0-2       |

Descansa:  SWE 96 Victory Challenge
8ª Manga - 6 de mayo-
| Barco azul                          | Barco amarillo                          | Resultado |
| ----------------------------------- | --------------------------------------- | --------- |
| GER 89 United Internet Team Germany | ESP 97 Desafío Español                  | 0-2       |
| FRA 93 Areva Challenge              | SWE 96 Victory Challenge                | 0-2       |
| NZL 92 Emirates Team New Zealand    | CHN 95 China Team                       | 2-0       |
| RSA 83 Team Shosholoza              | ITA 99 Mascalzone Latino-Capitalia Team | 2-0       |
| ITA 85 +39 Challenge                | USA 98 BMW Oracle Racing                | 0-2       |

Descansa:  ITA 94 Luna Rossa Challenge
9ª Manga - 7 de mayo-
| Barco azul                              | Barco amarillo                   | Resultado |
| --------------------------------------- | -------------------------------- | --------- |
| SWE 96 Victory Challenge                | ESP 97 Desafío Español           | 2-0       |
| ITA 94 Luna Rossa Challenge             | NZL 92 Emirates Team New Zealand | 0-2       |
| CHN 95 China Team                       | FRA 93 Areva Challenge           | 0-2       |
| ITA 85 +39 Challenge                    | RSA 83 Team Shosholoza           | 2-0       |
| ITA 99 Mascalzone Latino-Capitalia Team | USA 98 BMW Oracle Racing         | 0-2       |

Descansa:  GER 89 United Internet Team Germany
10ª Manga - 8 de mayo-
| Barco azul                              | Barco amarillo                   | Resultado |
| --------------------------------------- | -------------------------------- | --------- |
| GER 89 United Internet Team Germany     | FRA 93 Areva Challenge           | 0-2       |
| CHN 95 China Team                       | ITA 85 +39 Challenge             | 0-2       |
| ITA 99 Mascalzone Latino-Capitalia Team | ITA 94 Luna Rossa Challenge      | 0-2       |
| SWE 96 Victory Challenge                | NZL 92 Emirates Team New Zealand | 0-2       |
| ESP 97 Desafío Español                  | USA 98 BMW Oracle Racing         | 0-2       |

Descansa:  RSA 83 Team Shosholoza 
11ª Manga - 9 de mayo-
| Barco azul                          | Barco amarillo                          | Resultado |
| ----------------------------------- | --------------------------------------- | --------- |
| GER 89 United Internet Team Germany | ITA 85 +39 Challenge                    | 0-2       |
| FRA 93 Areva Challenge              | RSA 83 Team Shosholoza                  | 0-2       |
| SWE 96 Victory Challenge            | ITA 99 Mascalzone Latino-Capitalia Team | 0-2       |
| ESP 97 Desafío Español              | ITA 94 Luna Rossa Challenge             | 0-2       |
| USA 98 BMW Oracle Racing            | NZL 92 Emirates Team New Zealand        | 0-2       |

Descansa:  CHN 95 China Team

#### Semifinales
Las semifinales de la Copa Louis Vuitton se disputan en una serie al mejor de nueve regatas. Cada victoria vale 1 punto.
| Equipo                           | Equipo                      | Resultado |
| -------------------------------- | --------------------------- | --------- |
| NZL 92 Emirates Team New Zealand | ESP 97 Desafío Español      | 5-2       |
| USA 98 BMW Oracle Racing         | ITA 94 Luna Rossa Challenge | 1-5       |

#### Final
La final de la Copa Louis Vuitton se disputa en una serie al mejor de nueve regatas. Cada victoria vale 1 punto.
| Equipo                           | Equipo                      | Resultado |
| -------------------------------- | --------------------------- | --------- |
| NZL 92 Emirates Team New Zealand | ITA 94 Luna Rossa Challenge | 5-0       |

## Copa América
El "Alinghi" venció por segunda vez consecutiva la Copa América en la séptima regata, celebrada el día 3 de julio, imponiéndose por un segundo al desafiante neozelandés en lo que fue su quinta y definitiva victoria de la serie, al mejor de nueve regatas. 
| Fecha               | Vencedor         | Perdedor         | Marcador | Delta |
| ------------------- | ---------------- | ---------------- | -------- | ----- |
| 23 de junio de 2007 | Alinghi          | Team New Zealand | 1-0      | 0:35  |
| 24 de junio de 2007 | Team New Zealand | Alinghi          | 1-1      | 0:28  |
| 26 de junio de 2007 | Team New Zealand | Alinghi          | 1-2      | 0:25  |
| 27 de junio de 2007 | Alinghi          | Team New Zealand | 2-2      | 0:30  |
| 29 de junio de 2007 | Alinghi          | Team New Zealand | 3-2      | 0:19  |
| 30 de junio de 2007 | Alinghi          | Team New Zealand | 4-2      | 0:28  |
| 3 de julio de 2007  | Alinghi          | Team New Zealand | 5-2      | 0:01  |

## Galería de fotos

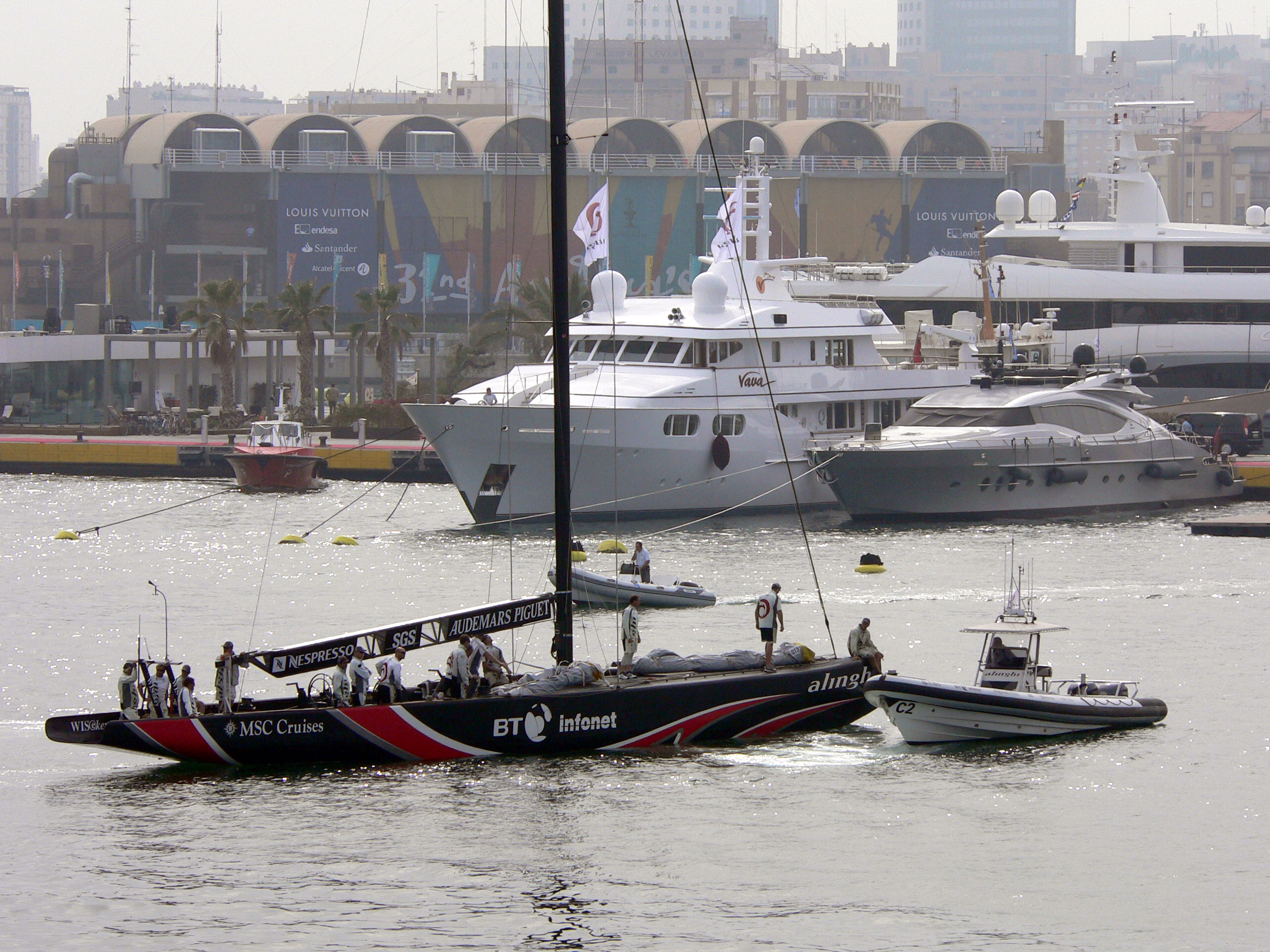
El "Alinghi", vencedor de la Copa América 2007
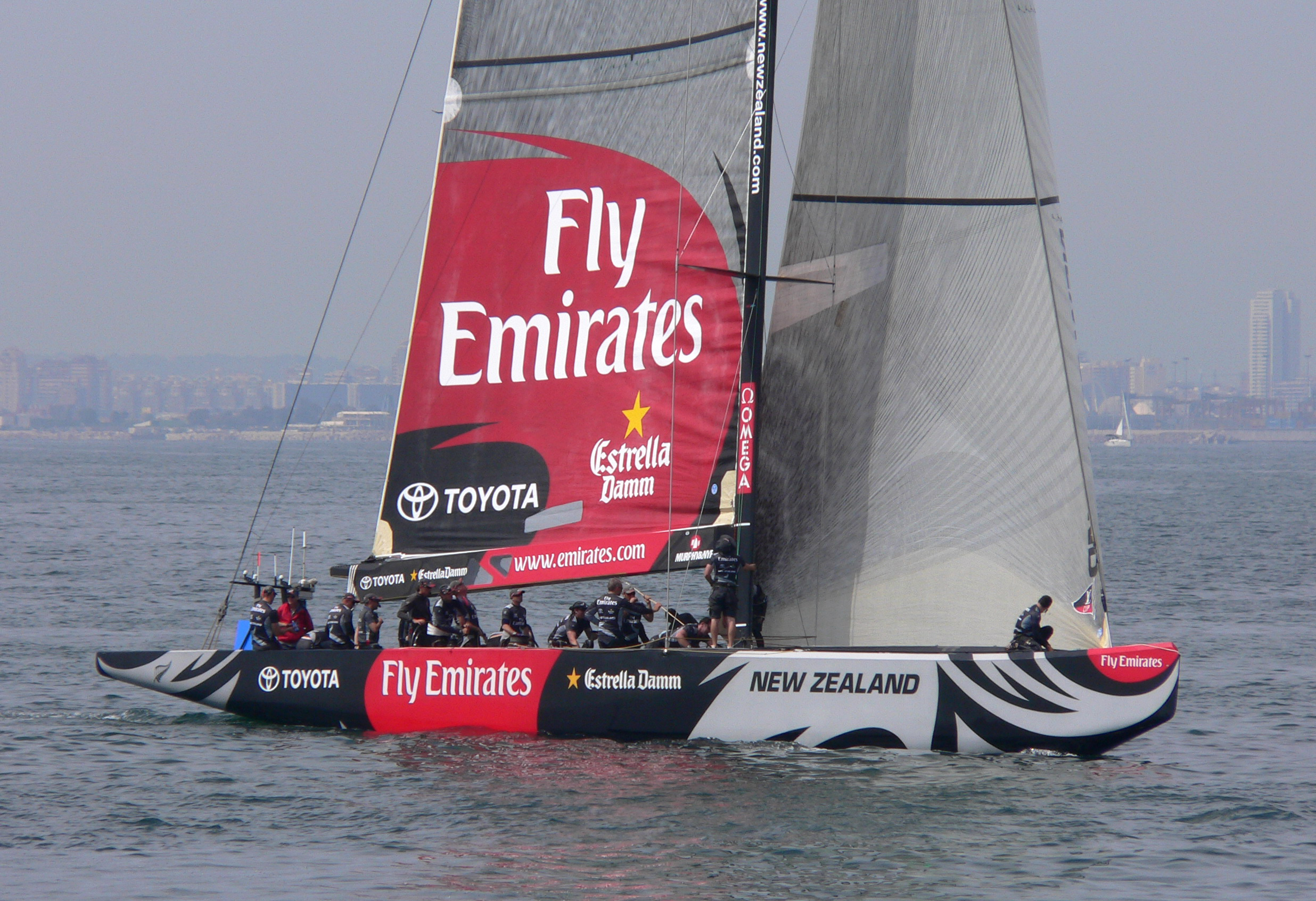
El "Emirates Team New Zealand"
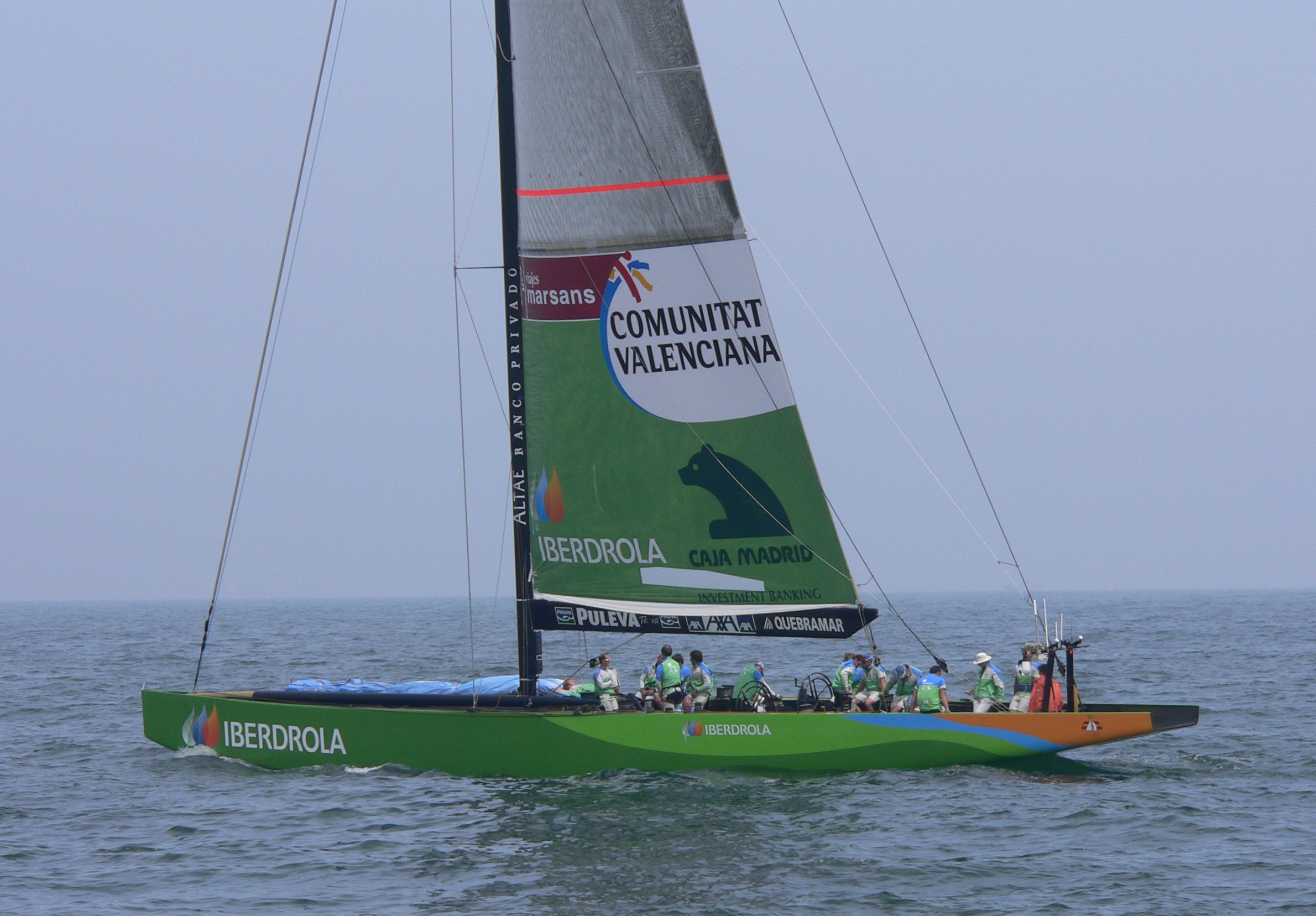
El "Desafío Español 2007"
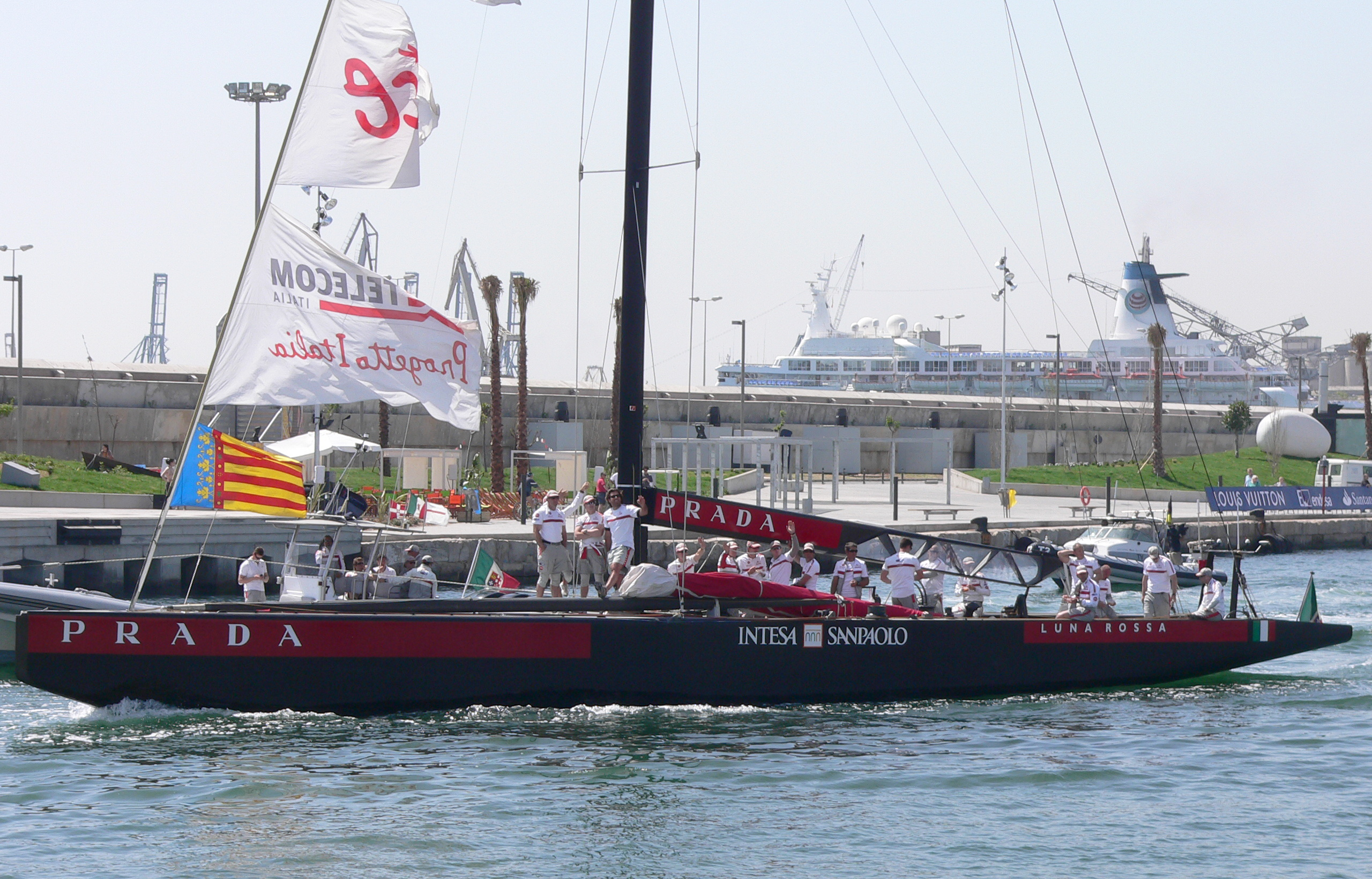
El "Luna Rossa Challenge"
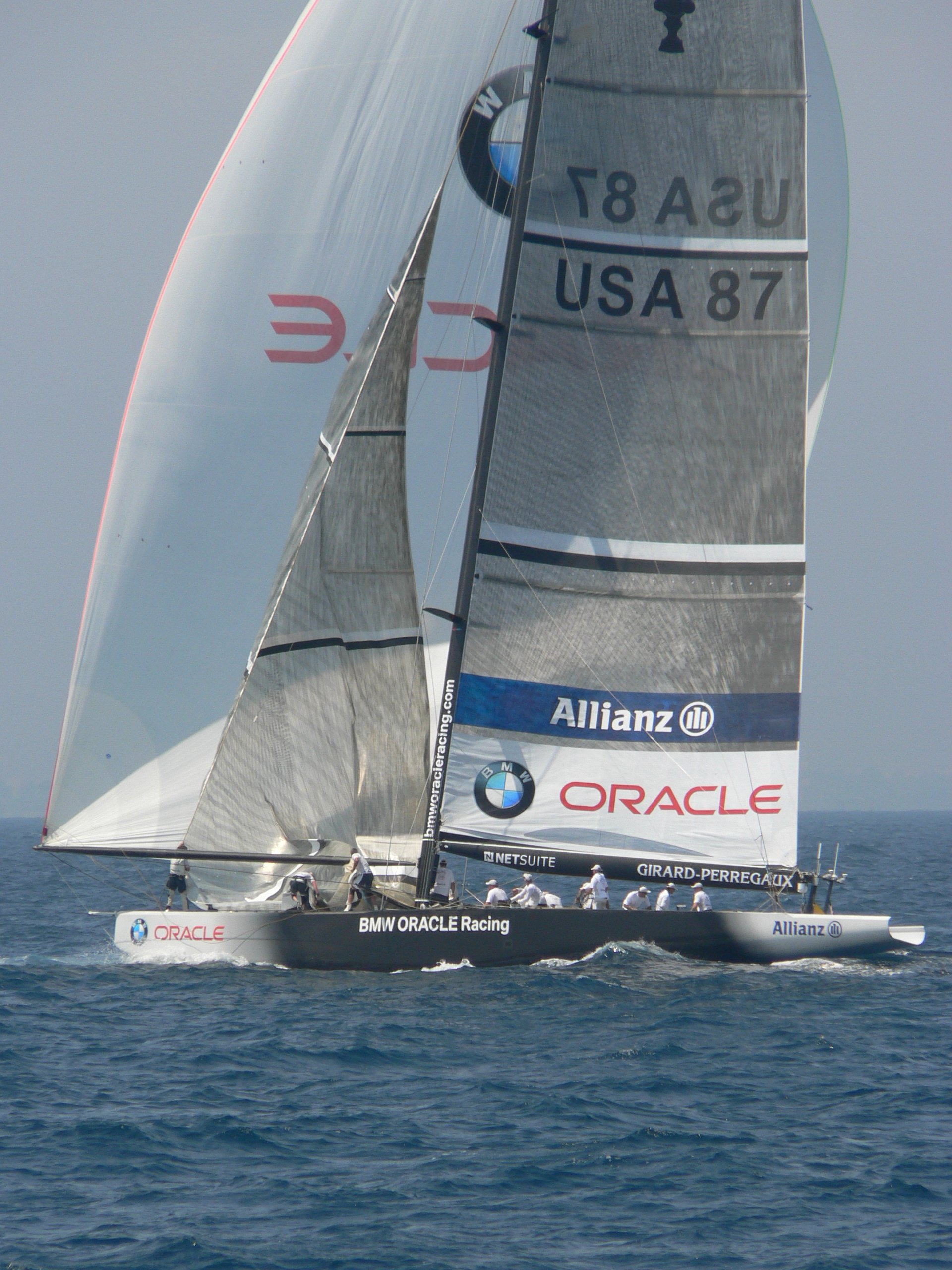
El "USA 87", del equipo BMW Oracle Racing